# فرودگاه اوکوندا
فرودگاه اوکوندا  (به انگلیسی: Ukunda Airport)  یک فرودگاه   با کد یاتا UKA است . این فرودگاه در  کشور کنیا قرار دارد .